# 伊玛目沙米勒
伊玛目沙米勒（阿瓦尔语：Шейх Шамил，1797年6月26日—1871年2月4日）是达吉斯坦和车臣的穆斯林山民领袖，曾经在高加索战争期间抵抗俄罗斯帝国征服长达25年之久。
沙米勒出生于今天俄罗斯联邦达吉斯坦吉姆雷的一个地主家庭。曾学习文法、逻辑、修辞和阿拉伯文。1813年俄国占领达吉斯坦以后，参与反抗俄国的圣战。1834年沙米勒当选为达吉斯坦第三代伊玛目。尽管俄国对沙米勒进行大规模围剿，但未能完全消灭沙米勒的反俄运动。1857年尼古拉·叶夫多基莫夫和亚历山大·巴里亚京斯基两将军率领大批俄军进行围剿。1859年9月，沙米勒在古尼布山区投降，之后被流放到卡卢加。1870年，沙米勒获准去麦加朝觐，途径伊斯坦布尔时得到奥斯曼土耳其苏丹阿卜杜勒-阿齐兹一世的接见和欢迎。1871年于麦地那逝世。